# Шаранча
Шара́нча (рос. Шаранча) — село у складі Александрово-Заводського району Забайкальського краю, Росія. Адміністративний центр Шаранчинського сільського поселення.

## Населення
Населення — 339 осіб (2010; 499 у 2002).
Національний склад (станом на 2002 рік):
- росіяни — 100 %